# Theo Mertens
Theo Mertens (* 30. Juli 1941 in Balen) ist ein ehemaliger belgischer Radrennfahrer und nationaler Meister im Radsport.

## Sportliche Laufbahn
Mertens war im Straßenradsport und im Bahnradsport aktiv. Von 1963 bis 1970 war er Berufsfahrer. Den Circuit Escaut-Dendre gewann er 1964. 1966 siegte er im Etappenrennen Vier Tage von Dünkirchen mit einem Tageserfolg vor Jan Janssen. 1963 war er im Textielprijs Vichte erfolgreich. Etappensiege holte er im Critèrium du Dauphiné Libéré und in der Tour du Nord 1965.
Zweiter wurde er im Druivenkoers Overijse 1963 und in der Ronde van Limburg 1967. Dritte Plätze gewann er in der Elfstedenronde 1964 und im Dokter Tistaertprijs 1968. In der Vuelta a España 1967 kam er auf den 67. Rang.
Auf der Bahn gewann er 1966 die nationale Meisterschaft in der Einerverfolgung.